# Назви днів тижня
Дні тижня. Назви днів тижня з римського періоду були, з одного боку, пов'язані з назвами семи планет класичної астрономії, а з іншого боку, першим днем тижня вважалася Неділя. Обидві ці системи були прийняті у багатьох мовах, за деякими винятками, у силу ряду релігійних та світських причин.

## Зв'язок днів тижня з планетами

### Історія

Гептаграмма днів тижня

Порядок днів тижня можна отримати «геометрично» по гострій гептаграммі у вигляді семипроменевої зірки розміру {7/3} (оскільки порівняння за модулем чисел 24 і 7 дорівнює 3, тобто 24 mod 7 = 3). Світила розташовані у точках гептаграмми у тому порядку, який встановлено з часів Птолемея та стоїків. Проходячи по маршрутній лінії від однієї планети до іншої, можна отримати порядок днів тижня.
Ця гептаграма днів тижня, можливо, існує з епохи еллінізму. Як написано в енциклопедії Symbol: «Гептаграма була створена саме з прийняттям та широким поширенням семиденного тижня в елліністичному світі змішаних культур».
Між I і III сторіччями Римська імперія поступово замінює восьмиденний римський базарний цикл на семиденний тиждень. Пояснення астрологічного порядку днів тижня дали Веттіїв Валента та Діон Кассій (Джеффрі Чосер дав аналогічне пояснення у своєму  Трактаті про астролябію). За даними цих авторів, прийнятий порядок є одним з принципів астрології. Згідно з ним, небесні тіла послідовно один за одним панують протягом однієї години, і так триває цілодобово. За системою Птолемея небесні тіла розташовані у наступному порядку (за зменшенням відстані від Землі): Сатурн, Юпітер, Марс, Сонце, Венера, Меркурій, Місяць. Цей порядок вперше було встановлено ще грецькими стоїками.
В астрології не лише дні тижня, а й кожна година доби управляються сімома світилами. Якщо перша година доби управляється Сатурном (), то друга година управляється Юпітером (), третя — Марсом (), далі Сонцем (), Венерою (), Меркурієм () та Місяцем (). Ця послідовність планет повторюється кожні сім годин. Отже, двадцять п'яту годину, або перша година наступного дня, управляється Сонцем, а сорок дев'ята година, або перша година після наступного дня, управляється Місяцем. Таким чином, якщо день позначати планетою, яка управляє першою годиною, то за днем Сатурна слідує день Сонця, потім день Місяця і так далі, як показано нижче.
Згідно з Веттієм Валенте, перша година дня починається з заходу сонця, що випливає з грецької та вавилонської домовленостей. Він також стверджував, що світлі та темні години доби управляються небесними тілами в першу годину кожного цього періоду доби. Це підтверджує графіті з Помпеї, на якому зазначена дата 6 лютого 60 року як неділя, хоча за сучасними розрахунками цей день є середою. Таким чином, у цьому написі використана та сама домовленість іменування Валенти про денний час. При цьому нічні іменування по Валенте узгоджуються з сучасними астрологічними розрахунками, за якими назви днів тижня визначаються управителем першої години світлого часу доби, і діють ці назви наступного дня.
Ці дві системи визначення днів тижня продовжували застосовувати християни Александрії і у IV столітті, але в обидвох з них дні тижня просто нумерували від 1 до 7. Хоча імена богів не використовували, але тиждень, що починається з середи, іменували грецькою тон Феон (день богів). Це найменування використовував, наприклад, наприкінці IV століття упорядник пасхалій єпископ Афанасій. У таблиці пасхалій на 311—369 роки використовувалася ефіопська редакція. Тижні, що перехрещуються, досі як і раніше використовуються в ефіопських пасхаліях. Кожний день тижня, що починається у неділю, називається «День Іоанна», а кожний день тижня, що починається у середу, називається «тентіон», тобто проста транскрипція грецького тон Феон.
| година: | 1        | 2        | 3        | 4        | 5        | 6        | 7        | 8        | 9        | 10       | 11       | 12       | 13       | 14       | 15       | 16       | 17       | 18       | 19       | 20       | 21       | 22       | 23       | 24       | Зірковий об'єкт → День |
| ------- | -------- | -------- | -------- | -------- | -------- | -------- | -------- | -------- | -------- | -------- | -------- | -------- | -------- | -------- | -------- | -------- | -------- | -------- | -------- | -------- | -------- | -------- | -------- | -------- | ---------------------- |
| День 1  | Сатурн   | Юпітер   | Марс     | Сонце    | Венера   | Меркурій | Місяць   | Сатурн   | Юпітер   | Марс     | Сонце    | Венера   | Меркурій | Місяць   | Сатурн   | Юпітер   | Марс     | Сонце    | Венера   | Меркурій | Місяць   | Сатурн   | Юпітер   | Марс     | Сатурн → Субота        |
| День 2  | Сонце    | Венера   | Меркурій | Місяць   | Сатурн   | Юпітер   | Марс     | Сонце    | Венера   | Меркурій | Місяць   | Сатурн   | Юпітер   | Марс     | Сонце    | Венера   | Меркурій | Місяць   | Сатурн   | Юпітер   | Марс     | Сонце    | Венера   | Меркурій | Сонце → Неділя         |
| День 3  | Місяць   | Сатурн   | Юпітер   | Марс     | Сонце    | Венера   | Меркурій | Місяць   | Сатурн   | Юпітер   | Марс     | Сонце    | Венера   | Меркурій | Місяць   | Сатурн   | Юпітер   | Марс     | Сонце    | Венера   | Меркурій | Місяць   | Сатурн   | Юпітер   | Місяць → Понеділок     |
| День 4  | Марс     | Сонце    | Венера   | Меркурій | Місяць   | Сатурн   | Юпітер   | Марс     | Сонце    | Венера   | Меркурій | Місяць   | Сатурн   | Юпітер   | Марс     | Сонце    | Венера   | Меркурій | Місяць   | Сатурн   | Юпітер   | Марс     | Сонце    | Венера   | Марс → Вівторок        |
| День 5  | Меркурій | Місяць   | Сатурн   | Юпітер   | Марс     | Сонце    | Венера   | Меркурій | Місяць   | Сатурн   | Юпітер   | Марс     | Сонце    | Венера   | Меркурій | Місяць   | Сатурн   | Юпітер   | Марс     | Сонце    | Венера   | Меркурій | Місяць   | Сатурн   | Меркурій → Середа      |
| День 6  | Юпітер   | Марс     | Сонце    | Венера   | Меркурій | Місяць   | Сатурн   | Юпітер   | Марс     | Сонце    | Венера   | Меркурій | Місяць   | Сатурн   | Юпітер   | Марс     | Сонце    | Венера   | Меркурій | Місяць   | Сатурн   | Юпітер   | Марс     | Сонце    | Юпітер → Четвер        |
| День 7  | Венера   | Меркурій | Місяць   | Сатурн   | Юпітер   | Марс     | Сонце    | Венера   | Меркурій | Місяць   | Сатурн   | Юпітер   | Марс     | Сонце    | Венера   | Меркурій | Місяць   | Сатурн   | Юпітер   | Марс     | сонце    | Венера   | Меркурій | Місяць   | Венера → П'ятниця      |

### Греко-римська традиція
Найперше свідоцтво семиденного тижня, пов'язане з небесними світилами, відомо за астролога Веттія Валенте, який написав про нього близько 170 року в своїй праці Anthologiarum. Порядок у нього був такий: Сонце, Місяць, Арес, Гермес, Зевс, Афродіта та Кронос. Подібність Кроноса з Хроносом було відзначено ще Птолемеєм. З Греції планетарні імена днів тижня прийшли до римлян, а з латиною потрапили в інші мови південної та західної Європи. Пізніше вони перейшли також в інші мови, що знаходяться під їх впливом.
| День: (див. Виноски) | Понеділок Селена             | Вівторок Марс            | Середа Меркурій                | Четвер Юпітер                | П'ятниця Венера                  | Субота Сатурн              | Неділя Сол                     |
| -------------------- | ---------------------------- | ------------------------ | ------------------------------ | ---------------------------- | -------------------------------- | -------------------------- | ------------------------------ |
| Давньогрецька        | ημέρα Σελήνης Хемера Селенес | ημέρα Άρεως Хемера Ареос | ημέρα Ερμου Хемера Хермоу      | ημέρα Διός Хемера Діос       | Ημέρα Αφροδίτης Хемера Афродітес | ημέρα Κρόνου Хемера Кроноу | ημέρα Ηλίου Хемера Хеліо       |
| Латинь               | dies Lunae                   | dies Martis              | dies Mercurĭi                  | dies Jovis                   | dies Venĕris                     | dies Saturni               | dies Solis                     |
| Італійська           | lunedì                       | martedì                  | mercoledì                      | giovedì                      | venerdì                          | sabato [♄ 1]               | domenica [☉ 1]                 |
| Іспанська            | lunes                        | martes                   | miércoles                      | jueves                       | viernes                          | sábado [♄ 1]               | domingo [☉ 1]                  |
| Румунська            | luni                         | marţi                    | miercuri                       | joi                          | vineri                           | sâmbătă [♄ 1]              | duminică [☉ 1]                 |
| Французька           | lundi                        | mardi                    | mercredi                       | jeudi                        | vendredi                         | samedi [♄ 1]               | dimanche [☉ 1]                 |
| Галісійська          | luns                         | martes                   | mércores                       | xoves                        | venres                           | sábado [♄ 1]               | domingo [☉ 1]                  |
| Каталонська          | dilluns                      | dimarts                  | dimecres                       | dijous                       | divendres                        | dissabte [♄ 1]             | diumenge [☉ 1]                 |
| фріульська           | lunis                        | martars                  | miercus                        | joibe                        | vinars                           | sabide [♄ 1]               | domenie [☉ 1]                  |
| Інтерлінгва          | Lunedi                       | Martedi                  | Mercuridi                      | Jovedi                       | Venerdi                          | Sabbato [♄ 1]              | Dominica [☉ 1]                 |
| Ідо                  | Lundio                       | Mardio                   | Merkurdio                      | Jovdio                       | Venerdio                         | Saturdio [♄ 1]             | Sundio                         |
| Есперанто            | lundo                        | mardo                    | merkredo                       | ĵaŭdo                        | vendredo                         | sabato [♄ 1]               | dimanĉo [☉ 1]                  |
| Уропі                | Lundia                       | Mardia                   | Mididia                        | Zusdia                       | Wendia                           | Sabadia [♄ 1]              | Soldia                         |
| Ірландський          | An Luan Dé Luain             | An Mháirt Dé Máirt       | An Chéadaoin [☿ 2] Dé Céadaoin | An Déardaoin [♃ 1] Déardaoin | An Aoine [♀ 1] Dé hAoine         | An Satharn Dé Sathairn     | An Domhnach [☉ 1] Dé Domhnaigh |
| Гельська             | Di-Luain                     | Di-Màirt                 | Di-Ciadain [☿ 2]               | Di-Ardaoin [♃ 1]             | Di-Haoine [♀ 1]                  | Di-Sàthairne               | Di-Dòmhnaich [☉ 1]             |
| Валлійська           | dydd Llun                    | dydd Mawrth              | dydd Mercher                   | dydd Iau                     | dydd Gwener                      | dydd Sadwrn                | dydd Sul                       |
| Корнійська           | Dy Lun                       | Dy Meurth                | Dy Mergher                     | Dy Yow                       | Dy Gwener                        | Dy Sadorn                  | Dy Sul                         |
| Бретонська           | Di' lun                      | Di'meurzh                | Di'merc' her                   | Di'riaou                     | Di'gwener                        | Di'sadorn                  | Di' sul                        |
| Менська              | Jelune                       | Jemayrt                  | Jecrean                        | Jerdrein                     | Jeheiney                         | Jesarn                     | Jedoonee [☉ 1]                 |
| Албанська            | E hënë                       | E martë                  | E mërkurë                      | E enjte                      | E premte                         | E shtunë                   | E diel                         |
| Тагальська           | Lunes                        | Martes                   | Miyerkules                     | Huwebes                      | Biyernes                         | Sabado [♄ 1]               | Linggo [☉ 1]                   |

### Саксонські боги
Стародавні германці адаптували систему, впроваджену римлянами, але прикрасили її корінними богами замість римських згідно з так званою відповідністю римських та грецьких богів. Боги, яким поклонялися Саксонії, були достатньо численні, однак ті, від яких отримали назви дні тижня, були головними об'єктами їх культу:
- Неділя (Сол): давньоанглійській Sunnandæg (вимовляється [sun.nan.dæg] або [sun.nan.dæj) означає «день Сонця», названого на честь давньоримського Сол — бог сонця у давньоримській релігії. Цей ідол, що представляв денне світило, був головним богом. він зображувався у вигляді чоловіка, який тримав у витягнутих руках палаюче коло. Спочатку він асоціювався з Янусом та лише у пізній Римській імперії з'являється як незалежний бог сонця, Sol Invictus. На знак особливого поклоніння перед цим божеством, що є родичем німецькому Совіло та грецькому Геліосу, древні саксонці присвятили йому перший день тижня, який вони називали «Сан'з дег». Англійська, подібно до більшості германських мов, зберігає оригінальні язичницькі сонячні асоціації цього дня. Звідси походить сучасна Sunday[2]. У багатьох інших європейських мовах, включаючи романські мови, ця назва змінилася на еквівалентну «день Господа» (на основі церковної латинської фрази Dies Dominica). Для порівняння: іспанською та португальською Domingo, французькому Dimanche, румунською Duminică, й італійською Domenica. У сучасній англійській використовуються такі вирази, пов'язані з цим днем : Sunday's child — дитя, зачате у неділю або у переносному значенні — людина, якій щастить; When two Sundays come/meet together — «коли неділі перетнуться», тобто «ніколи»; Sunday face — лукаві люди або людина, яка лицемірить.
- Понеділок (Мані): давньоанглійська Mōnandæg (вимовляється [mon.nan.dæg] або [mon.nan.dæj') означає «день місяця». У північнонімецькій міфології місяць персоніфікується як богиня Мані. Ця богиня зображувалася одягненою у коротку сукню з відлогою, у якого були довгі вуха. Вона вважалася наступною за старшинством та шанувалася у другий день тижня, що називався «Мун'з дег». Звідси сучасне Monday[2]. У сучасній англійській використовуються такі вирази, пов'язані з цим днем: Black Monday — перший понеділок після відпустки або канікул; Fat Monday — понеділок перед Великим постом; Monday feeling — після неділі небажання приступати до роботи.
- Вівторок (Тюр): давньоанглійське Tiwesdæg (вимовляється [ti.wes.dæg] або [ti.wes.dæj] означає «день Тюра». Тюр спочатку шанувався як батько та перший представник тевтонської раси, проте потім йому стали поклонятися як синові Землі. на зображеннях це — поважний мудрець зі скіпетром у правій руці, одягнений у шкуру тварини. У саксонців йому був присвячений третій день тижня, що називався спочатку «Тюр'з дег», що у сучасній англійській мові трансформувалося у Tuesday[2].
- Середа (Одін): давньоанглійське Wōdnesdæg (вимовляється [woːd.nes.dæg] або [woːd.nes.dæj) означає «день Вотана», (пізніше відомого серед німецьких народів як Одін), а також відомого бога англо-саксів (та інших німецьких народів) в Англії приблизно до сьомого століття. Вотан або Одін, був вищим божеством у північних націй. Цей герой за переказами прибув звідкись зі сходу, але невідомо, з якої країни і коли точно. Його подвиги складають більшу частину міфологічних сказань древніх народів та перебільшені настільки, що знаходяться за межами ймовірного. Він зображується високим, худим старим у чорному плащі. Цей персонаж прославився винаходом рунічного алфавіту, що проводить пряму паралель з богом-покровителем письмової та усної мови — Меркурієм. За легендою Воден заради знань пожертвував одним оком. На честь цього божества називали четвертий день тижня, що називався «Воуден'з дег», що у сучасній вимові Wednesday[2]. У слов'янських мовах середа, а також німецьке Mittwoch та фінське Keskeviikko використана ідея середини тижня. У сучасній англійській використовується такий вираз, пов'язаний з цим днем: Holy Wednesday, Spy Wednesday — Святий Тиждень.
- Четвер (Тор): давньоанглійське  Þūnresdæg (вимовляється [θu ːn.res.dæg] або [θu ːn.res.dæj]) означає «день Тунора». Тунор у сучасній англійській мові більш відомий як Тор, бог грому у німецькому язичництві. Тор — старший та хоробрий син Одіна та Фригг. У саксонців і у данців він шанувався більше всіх після його батьків. Він зображувався сидячим на троні з золотою короною на голові, прикрашеною кільцем з дванадцяти блискучих зірок, і зі скіпетром у правій руці. Йому присвячено п'ятий день тижня, під назвою «Тор'з дег», у сучасній англійській Thursday[2]. Також у сучасній англійській використовується такий вираз, пов'язане з цим днем: Holy Thursday — Великий Четвер.
- П'ятниця (Фрея): давньоанглійське Frigedæg (вимовляється [fri.je.dæg] або [fri.je.dæj]) означає «день Фригг» або Фреї. Фригг або Фрея, дружина Одіна. Її поважали більш за всіх після самого Одіна у саксонських, данських та інших язичників півночі. Фригг зображувалася з мечем у правій руці і цибулею у лівій. У найдавніші часи вона іменувалася також Гертою та вважалася богинею Землі. Їй був присвячений шостий день тижня, що називався у саксонців «Фріга'з дег», що відповідає сучасному Friday[2]. Скандинавська назва планети Венера була Friggjarstjarna або «зірка Фригг». Для порівняння: у французькій Vendredi, в іспанській Viernes, у румунській Vineri і в італійській Venerdì. У сучасній англійській використовуються такі вирази, пов'язані з цим днем : Man Friday — відданий слуга; Girl Friday — юна дівчина, прислужувати комусь; Friday face — перекошена міна, «кисле» виразу обличчя.
- Субота (Сатурн): англо-саксонське Sæturnesdæg (вимовляється [sæ.tur.nes.dæg] або [sæ.tur.nes.dæj]). Єдиний день тижня, у якому ім'я бога не було адаптоване до германської міфології. Скандинавські назви «lördag», «lørdag» і «laurdag» походить від слова «laugr», що означає «купання», і пов'язане з традиційним купанням вікінгів по суботах.

| День: (див. Виноски)  | Неділя Сол     | Понеділок Мані | Вівторок Тюр   | Середа Одін            | Четвер Тор | П'ятниця Фрейя | Субота Сатурн                    |
| --------------------- | -------------- | -------------- | -------------- | ---------------------- | ---------- | -------------- | -------------------------------- |
| Давньоанглійська      | Sunnandæg      | Mōnandæg       | Tiwesdæg       | Wodnesdæg              | Þunresdæg  | Frigesdæg      | Sæternesdæg                      |
| Англійська            | Sunday         | Monday         | Tuesday        | Wednesday              | Thursday   | Friday         | Saturday                         |
| Давньоверхньонімецька | Sunnuntag      | Mānetag        | Ziestag        | Wodanstag (Wuotanstag) | Donerestag | Friatag        | Sambaztag [♄ 1]                  |
| Німецька              | Sonntag        | Montag         | Dienstag [♂ 1] | Mittwoch [☿ 1]         | Donnerstag | Freitag        | Samstag [♄ 1] or Sonnabend [♄ 3] |
| Нідерландська         | zondag         | maandag        | dinsdag [♂ 1]  | woensdag               | donderdag  | vrijdag        | zaterdag                         |
| Давньоісландська      | Sunnundagr     | Mánandagr      | Tysdagr        | Óðensdagr              | Þorsdagr   | Friádagr       | Laugardagr [♄ 2]                 |
| Фризька               | Snein          | Moandei        | Tiisdei        | Woansdei               | Tongersdei | Freed          | Sneon[♄ 3] або Saterdei          |
| Норвезька (Букмол)    | søndag         | mandag         | tirsdag        | onsdag                 | torsdag    | fredag         | lørdag [♄ 2]                     |
| Норвезька (Нюношк)    | sundag         | måndag         | tysdag         | onsdag                 | torsdag    | fredag         | laurdag [♄ 2]                    |
| Данська               | søndag         | mandag         | tirsdag        | onsdag                 | torsdag    | fredag         | lørdag [♄ 2]                     |
| Шведська              | söndag         | måndag         | tisdag         | onsdag                 | torsdag    | fredag         | lördag [♄ 2]                     |
| Фінська               | sunnuntai      | maanantai      | tiistai        | keskiviikko [☿ 1]      | torstai    | perjantai      | lauantai [♄ 2]                   |
| Естонська             | pühapäev [☉ 2] | esmaspäev      | teisip äev     | kolmapäev              | neljapäev  | reede          | laupäev [♄ 2]                    |
| Вірменська            | կիրակի         | երկուշաբթի     | երեքշաբթի      | չորեքշաբթի             | հինգշաբթի  | ուրբաթ         | շաբաթ                            |

### Індійська астрологія
Греко-римська система планетарних імен була адаптована астрологією індуїзму в II столітті н. е. Засвідчені в санскриті «дев'ять астрологічних сил» наваграха, сім з яких використовуються у назвах днів тижня, датуються виходом трактату  Яванаятака («Кажуть греки»), який вийшов в 150 р. н. е.. і містив переклади грецьких текстів з Олександрії, опублікованих в 120 р. н. е..
| День        | Неділя Сурья (Сонце)              | Понеділок Сома (Місяць)           | Вівторок Мангала (Марс) | Середа Будха (Меркурій)                   | Четвер Бріхаспаті (Юпітер)          | П'ятниця Шукра (Венера) | Субота Шані (Сатурн)             |
| ----------- | --------------------------------- | --------------------------------- | ----------------------- | ----------------------------------------- | ----------------------------------- | ----------------------- | -------------------------------- |
| Санскрит    | भानुवासरम् Бхаану                     | इन्दुवासरम् Інду                      | भौमवासरम् Бхаума           | सौम्यवासरम् Саума                             | गुरूवासरम Гуру                         | भृगुवासरम् Бхргу            | स्थिरवासरम् Стхіра                   |
| Гінді       | रविवार Равівар                      | सोमवार Сомавар                      | मंगलवार Мангалавар        | बुधवार Будхавар                             | गुरूवार Гурувар                        | शुक्रवार Шукравар          | शनिवार Шанівар                     |
| Маратхі     | रविवार Равівар                      | सोमवार Сомавар                      | मंगळवार Мангалавар        | बुधवार Будхавар                             | गुरूवार Гурувар                        | शुक्रवार Шукравар          | शनिवार Шанівар                     |
| Бенгальська | রবিবার Робібар                      | সোমবার Шомбар                       | মঙ্গলবার Монгголбар       | বুধবার Будхбар                              | বৃহস্পতিবার Бріхошпотібар               | শুক্রবার Шукробар          | শনিবার Шонібаре                    |
| Урду        | Ітваар اتوار                      | Бенкет پیر[☽ 4] або Сомвар سوموار | Мангал منگل             | Будхен بدھ                                | Юмаа-Раате جمعرات Раате = переддень | Юмаах جمعہ[♀ 4]         | Санічар سنیچرабо ہفتہ Хафт [♄ 6] |
| Бірманська  | တ နင်္ ဂ နွေ Танінганвей (Тананганве) | တ နင်္ လာ Танінла (танангла)         | အင်္ ဂါ Інга (Ангга)       | ဗုဒ္ဓဟူး Боддхаху (ніч = новий день) ရာ ဟူး Раху | ကြာသာပတေး Кьятхабадей (Красапате)        | သောကြာ Тхауккья (Саукра)    | စ နေ Санай (Кане)                 |
| Гуджараті   | રવિવાર Равівар                      | સોમવાર Сомвар                       | મંગળવાર Мангалвар         | બુધવાર Будхвар                              | ગુરૂવાર Гурувар                        | શુક્રવાર Шакравар          | શનિવાર Шанівар                     |
| Мальдівська | އ ާ ދ ީ އ ް ތ ަ Аадхетттха            | ހ ޯ މ ަ Хома                        | އ ަ ނ ް ގ ާ ރ ަ Ангаара     | ބ ު ދ ަ Будха                               | ބ ު ރ ާ ސ ް ފ ަ ތ ި Бураасфатхі          | ހ ު ކ ު ރ ު Хукуру         | ހ ޮ ނ ި ހ ި ރ ު Хоніхуру             |
| Тамільська  | ஞாயிற்று கிழமை День ньяйітру            | திங்கட் கிழமை День тхінгат             | செவ்வாய்க் கிழமை День севвай   | புதன்க் கிழமை День будхан                      | வியாழக் கிழமை День вьяжа                 | வெள்ளிக் கிழமை День велли     | சனிக் கிழமை День шани                |
| Телугу      | ఆదివారం Ааді Ваарам                  | సోమవారం Сома Ваарам                  | మంగళవారం Мангала Ваарам    | బుధవారం Будха Ваарам                         | గురువారం Бестха/Гуру/Лакшмі Ваарам      | శుక్రవారం Шукра Ваарам      | శనివారం Шані Ваарам                 |
| Малаялам    | Ньяйяр                            | Thingal Трингал                   | Чоува                   | Будхан                                    | Вьяжа                               | Веллі                   | шені                             |
| Каннада     | ಭಾನುವಾರ Бхану Ваара                  | ಸೋಮವಾರ Сома Ваара                   | ಮಂಗಳವಾರ Мангала Ваара     | ಬುಧವಾರ Будха Ваара                          | ಗುರುವಾರ Гуру Ваара                     | ಶುಕ್ರವಾರ Шукра Ваара       | ಶನಿವಾರ Шані Ваара                  |
| Тайська     | วัน อาทิตย์ Ван Афітов               | วัน จันทร์ Ван чан                   | วัน อังคาร Ван ангкхан    | วัน พุธ Ван фут                             | วัน พฤหัสบดี Ван фруехатсабоді         | วัน ศุกร์ Ван сук          | วัน เสาร์ Ван сао                  |
| Монгольська | ад'яа                             | сум'яа                            | ангараг                 | буд                                       | бархабадь                           | Сугар                   | Санчіров                         |
| Яванська    | Радітья                           | Кома                              | Анггра                  | Буда                                      | Респаті                             | Сукре                   | Тумпек                           |
| Балійська   | Редіте                            | Кома                              | Анггра                  | Буда                                      | Враспаті                            | Сукре                   | Саніскара                        |

### Сім світил східній Азії
Система іменування днів тижня Східної Азії тісно переплітається з латинською системою, і заснована на «Семи світилах» (七曜), в які входять Сонце, Місяць та п'ять планет, видимих неозброєним оком. Ці п'ять планет названі по п'яти елементам древніх релігійно-філософських вчень Східної Азії: Вогонь (Марс), Вода (Меркурій), Дерево (Юпітер), Золото (Венера) та Земля (Сатурн). Найбільш ранні згадки семиденного тижня в Східній Азії в сучасному порядку і з сучасними назвами трапляються у творах китайського астролога Фен Ніна, який жив наприкінці IV століття в епоху династії Цзінь. Пізніше, в VIII столітті, в епоху династії Тан, проникнення маніхейства документується в працях китайського буддійського ченця Іцзин та центральноазіатського буддійського ченця Амогхаваджри. Китайська транслітерація планетної системи незабаром була принесена до Японії японським монахом Кобо Дайсі. У збережених щоденниках японського державного діяча Фудзівари але Мітінага зустрічається семиденний система, що використовується в Японії періоду Хейан на початку 1007 р. В Японії семиденний система збереглася у використанні (для астрологічних цілей) до її заміщення на повноцінну (в західному стилі) календарну основу в епоху Мейдзі. У Китаї після заснування Китайської Республіки 1911 року, дні тижня з понеділка по суботу нумеруються з 1 до 6, з посиланням на Сонці, яке відноситься до неділі (星期日).
|                     | Неділя             | Понеділок         | Вівторок               | Середа               | Четвер               | П'ятниця                | Субота               |
| ------------------- | ------------------ | ----------------- | ---------------------- | -------------------- | -------------------- | ----------------------- | -------------------- |
| Небесний об'єкт     | Сонце (日)         | Місяць (月)       | Марс (火)              | Меркурій (水)        | Юпітер (木)          | Венера (金)             | Сатурн (土)          |
| Китайська (устар.)  | 日 曜 日 Rìyàorì   | 月曜日 Yuèyàorì   | 火曜日 Huǒyàorì        | 水 曜 日 Shuǐyàorì   | 木 曜 日 Mùyàorì     | 金曜日 Jīnyàorì         | 土 曜 日 Tǔyàorì     |
| Японська            | 日 曜 日 Нітіе: би | 月曜日 Гецуе: би  | 火曜日 Каї: би         | 水 曜 日 Суйе: би    | 木 曜 日 Мокуо: би   | 金曜日 Кін'е: би        | 土 曜 日 дое: би     |
| Корейська (Хангиль) | 일요일 Ір-еіль     | 월요일 Ворі-еіль  | 화요일 Хваеіль         | 수요일 Суйеіль       | 목요일 Міг-еіль      | 금요일 Гим-еіль         | 토요일 Тхоеіль       |
| Тибетська           | གཟའ་ཉི་མ། За' Ньіма | གཟའ་ཟླ་བ། За' дава | གཟའ་མིག་དམར། За' мігмар | གཟའ་ལྷག་པ། За' хлагба | གཟའ་ཕུར་བུ། За' пхурбу | གཟའ་པ་སངས། За' Басангов | གཟའ་སྤེན་པ། За' беньба |

Вимова старокітайском назв дано на путунхуа.

### Народи стародавнього Закавказзя
Народи стародавнього Закавказзя — свани, грузини, мегрели, — використовували змішану систему найменувань днів тижня, де нарівні з астрономічними назвами можна зустріти імена місцевих божеств, що були аналогами греко-римських, а також єврейських (Шабат).
| День                   | Неділя (Сонце)                          | Понеділок (Місяць)                                   | Вівторок (Марс)                                   | Середа (Меркурій)                                 | Четвер (Юпітер)                         | П'ятниця (Венера)                            | Субота (Сатурн)                    |
| ---------------------- | --------------------------------------- | ---------------------------------------------------- | ------------------------------------------------- | ------------------------------------------------- | --------------------------------------- | -------------------------------------------- | ---------------------------------- |
| менгрельські           | Жашха (ჟაშხა) «День, народжений Сонцем» | Т'ут ' ашхани (თუთაშხა) — «день, народжений Місяцем» | Т'ахашха (თახაშხა) Т'ахаш (თახაშ) — Бог родючості | Жумашха (ჟუმაშხა) Жума — бог-покровитель пастухів | Цашха (ცაშხა) Ца — бог неба             | Обішха (ობიშხა) День Зірки (можливо, Венери) | Сабат'он (საბათონ) — Шабат         |
| сванських              | Мішладег' (მიშლადეღ) — Сонце            | Дешдіш (დეშდიშ) — Місяць                             | Т'ахаш (თახაშ) — бог Т'ахаш, покровитель врожаю   | Жумаш (ჟუმაშ) — бог — покровитель пастухів        | Цааш (ცააშ) — Небо                      | Вебіш (ვებიშ) — Зірки (можливо, Венера)      | Сап ' тин (საფტინ) — Шабат         |
| Старовинні-грузинський | Мзіса (მზისა) — МЗЕ — Сонце             | Мтаваріса (მთოვარისა) Мтваре — Місяць                | Араіс (არაის) Давньогрецький Арес-Марс            | Ерміс (ერმისა) — день Гермеса                     | Апродітіса (აფროდიტისა) Афродіта-Венера | Діосіса (დიოსისა), день неба                 | Кроносіса (კრონოსისა) День Кроноса |

У багатьох джерелах плутанина — вдень Афродіти названий четвер, а вдень Неба (Зевса) — п'ятницю.

## Нумерація днів тижня

### Нумерація з неділі
У більшості авраамічних релігій першим днем тижня є неділя. Біблійний шаббат (спочатку відповідний суботи), коли Бог відпочивав після шести днів творіння, дав початок першому дню тижня, наступного після суботи (що відповідає неділі). Субота в церквах Сьомого дня освячені для свята та відпочинку. Після того, як тиждень був прийнята в ранній християнській Європі, неділя залишилася першим днем тижня, але поступово день урочистості та відпочинку зміщується на суботу, яка розглядається як День Господа.
Святий Мартін Брагський (ок. 520–580), архієпископ Браги, вирішив, що негідно називати дні язичницькими богами, і вирішив використовувати церковну термінології для їх позначення. Це стало народженням цієї португальської системи нумерації. Мартін також спробував замінити назви планет, але успіху не мав. В середні століття галісійсько-португальську мова зберегла обидві системи. Імена римських богів досі використовуються в галісійському мові.
В івриті і ісламських календарях дні тривають від заходу до заходу. Таким чином, єврейський шаббат починається на заході в п'ятницю та триває в суботу. Перший день мусульманського календаря  Яум аль-ахад  починається в суботу після заходу сонця та триває до заходу сонця в неділю.
Ісландська мова помітно відрізняється, залишивши лише Сонце та Місяць (sunnudagur and mánudagur відповідно), відмовившись від імен поганських богів на користь поєднання нумерації днів і назв, пов'язаних з благочестивим або домашнім побутом (föstudagur — «Пісний день» та laugardagur — «Лазневий День»). «Лазневий День» використовується також у деяких скандинавських мовах, хоча «язичницькі» імена в більшості випадків збереглися.
| День (див. Виноски) | Неділя Перший день                                  | Понеділок Другий день                            | Вівторок Третій день                                | Середа Четвертий день                                   | Четвер П'ятий день                                  | П'ятниця Шостий день                              | Субота Сьомий день                                          |
| ------------------- | --------------------------------------------------- | ------------------------------------------------ | --------------------------------------------------- | ------------------------------------------------------- | --------------------------------------------------- | ------------------------------------------------- | ----------------------------------------------------------- |
| Іврит               | יום ראשון йом Рішон Дослівний переклад: перший день | יום שני йом шені Дослівний переклад: другий день | יום שלישי йом шліші Дослівний переклад: третій день | יום רביעי йом ревііі Дослівний переклад: четвертий день | יום חמישי йом Хаміш Дослівний переклад: п'ятий день | יום שישי йом шіші Дослівний переклад: шостий день | יום שבת йом шаббат[♄ 1] Дослівний переклад: день відпочинку |
| Латинь              | Dominica [☉ 1]                                      | feria secunda                                    | feria tertia                                        | feria quarta                                            | feria quinta                                        | feria sexta                                       | sabbatum [♄ 1]                                              |
| Португальська       | domingo [☉ 1]                                       | segunda-feira                                    | terça-feira                                         | quarta-feira                                            | quinta-feira                                        | sexta-feira                                       | sábado [♄ 1]                                                |
| Грецька             | Κυριακή Киріаку [☉ 1]                               | Δευτέρα Дефтера                                  | Τρίτη тритію                                        | Τετάρτη Тетарті                                         | Πέμπτη Пемті                                        | Παρασκευή Параскеві [♀ 2]                         | Σάββατο Саватій [♄ 1]                                       |
| Грузинська          | კვირა Квіра [☉ 1]                                   | ორშაბათი Оршабаті                                | სამშაბათი Самшабаті                                 | ოთხშაბათი Отхшабаті                                     | ხუთშაბათი Хутшабаті                                 | პარასკევი Параскеві [♀ 2]                         | შაბათი шабат [♄ 1]                                          |
| Вірменська          | Կիրակի Кіракі [☉ 1]                                 | Երկուշաբթի Еркушабті                             | Երեքշաբթի Ерекшабті                                 | Չորեքշաբթի Чорекшабті                                   | Հինգշաբթի Хінгшабті                                 | Ուրբաթ Урбат                                      | Շաբաթ Шабат [♄ 1]                                           |
| В'єтнамська         | chủ nhật or chúa nhật [☉ 1]                         | (ngày) thứ hai                                   | (ngày) thứ ba                                       | (ngày) thứ tư                                           | (ngày) thứ năm                                      | (ngày) thứ sáu                                    | (ngày) thứ bảy                                              |
| Ісландська          | sunnudagur (Сонце)                                  | mánudagur (Місяць)                               | þriðjudagur                                         | miðvikudagur [☿ 1]                                      | fimmtudagur                                         | föstudagur [♀ 1]                                  | laugardagur [♄ 2]                                           |
| Арабська            | يوم الأحد Яум аль-ахад                              | يوم الإثنين Яум аль-Існейн                       | يوم الثلاثاء Яум ас-суляса                          | يوم الأربعاء Яум аль-арбіа                              | يوم الخميس Яум аль-Хаміс                            | يوم الجمعة Яум аль-Джуман [♀ 4]                   | يوم السبت Яум ас-сабт [♄ 5]                                 |
| Малайська           | Ahad                                                | Isnin                                            | Selasa                                              | Rabu                                                    | Khamis                                              | Jumaat [♀ 4]                                      | Sabtu [♄ 5]                                                 |
| Індонезійська       | Minggu [☉ 1] (притягує.)                            | Senin                                            | Selasa                                              | Rabu                                                    | Kamis                                               | Jumat [♀ 4]                                       | Sabtu [♄ 5]                                                 |
| Яванська            | Ngaat/Akad                                          | Senen                                            | Slasa                                               | Rebo                                                    | Kemis                                               | Jemuwah [♀ 4]                                     | Setu [♄ 5]                                                  |
| Сунданська          | Minggu/Minggon                                      | Senén                                            | Salasa                                              | Rebo                                                    | Kemis                                               | Jumaah [♀ 4]                                      | Saptu [♄ 5]                                                 |
| Перська             | یکشنبه ікшанбех                                     | دوشنبه дошанбех                                  | سه شنبه сешанбех                                    | چهارشنبه чахаршанбех                                    | پنجشنبه панжшанбех                                  | آدینه адінех [♀ 3] or جمه йомех [♀ 4]             | شنبه шабанех (ніч u0026 день) шабанех руз                   |
| Казахська           | жексенбі                                            | дүйсенбі                                         | сейсенбі                                            | сәрсенбі                                                | бейсенбі                                            | жұма [♀ 4]                                        | сенбі                                                       |
| Турецька            | pazar [☉ 4]                                         | pazartesi [☽ 2]                                  | salı                                                | çarşamba                                                | perşembe                                            | cuma [♀ 4]                                        | cumartesi [♄ 4]                                             |
| Орхонська           | бірінч кюн                                          | ікінч кюн                                        | юкюнч кюн                                           | тертінч кюн                                             | безінч кюн                                          | алтінч кюн                                        | етінч кюн                                                   |

### Нумерація з понеділка
У Міжнародному стандарті ISO-8601 першим днем тижня встановлений понеділок у всіх форматах дати. У наш час понеділок вважається першим днем тижня в бізнесі і в соціальних календарях більшості країн Європи, у Великої Британії, в частині Азії, в окремих календарях США і в деяких інших країнах. Однак, на більшій частині території США, в Японії та Канаді першим днем тижня є неділя.
В слов'янських, балтійських та уральських мовах (крім фінської) прийнята нумерація днів тижня з понеділка, а не з неділі.
В китайській мові «Неділя» означає «день тижня» (星期日або星期天). Понеділок літературно називається «перший день (семиденного) тижневого циклу», вівторок — «другий день (семиденного) тижневого циклу», тощо. Коли Китай прийняв західний календар, Неділя було початком календарного тижня, але зараз надається перевага понеділок.
Другий спосіб іменування днів тижня в китайському полягає у використанні слова Чжо (周), що означає «цикл». Так, неділю можна назвати чжомо (周末), що означає «кінець циклу», а з понеділка по суботу відповідно чжоі (周一) «перший у циклі», чжоер (周二) «другий у циклі», тощо.
в іншій системі нумерації в Китаї, виявленої в путунхуа та південних діалектах/мовах (наприклад, в мовою юе і мінськими мовами), неділя називається «днем поклоніння» (礼拜 日або礼拜天), а інші дні нумерується з «першого дня після поклоніння» по «шостий день після поклоніння» (субота). Китайське слово «поклоніння» асоціюється з християнським та мусульманським поклонінням.
| День (см. Виноски)               | Понеділок Перший день         | Вівторок Другий день | Середа Третій день    | Четвер Четвертий день | П'ятниця П'ятий день | Субота Шостий день      | Неділя Сьомий день         |
| -------------------------------- | ----------------------------- | -------------------- | --------------------- | --------------------- | -------------------- | ----------------------- | -------------------------- |
| ISO 8601 #                       | 1                             | 2                    | 3                     | 4                     | 5                    | 6                       | 7                          |
| Білоруська                       | Панядзелак [☽ 1]              | Аўторак              | Серада [☿ 1]          | Чацьвер               | Пятніца              | Субота [♄ 1]            | Нядзеля [☉ 6]              |
| Українська                       | Понеділок [☽ 1]               | Вівторок             | Середа [☿ 1]          | Четвер                | п'ятниця             | Субота [♄ 1]            | Неділя [☉ 6]               |
| Польська                         | poniedziałek Понєджялек [☽ 1] | wtorek Вторек        | środa Шьрода [☿ 1]    | czwartek Чвартек      | piątek Пйонтек       | sobota Собота [♄ 1]     | niedziela Нєджєля [☉ 6]    |
| Словацька                        | pondelok Понделок [☽ 1]       | utorok Уторок        | streda Стреда [☿ 1]   | štvrtok Штврток       | piatok П'яток        | sobota Собота [♄ 1]     | nedeľa Нєдєля [☉ 6]        |
| Чеська                           | pond ělí або pondělek [☽ 1]   | úterý або úterek     | středa [☿ 1]          | čtvrtek               | pátek                | sobota [♄ 1]            | neděle [☉ 6]               |
| Словенська                       | Ponedeljek Понеделяк [☽ 1]    | Torek Торек          | Sreda Среда [☿ 1]     | Četrtek Четртек       | Petek Петек          | Sobota Собота [♄ 1]     | Nedelja Нєдєля [☉ 6]       |
| Хорватська                       | Ponedjeljak Понеделяк [☽ 1]   | Utorak Уторак        | Srijeda Срійеда [☿ 1] | Četvrtak Четвртак     | Petak Петак          | Subota Субота [♄ 1]     | Nedjelja Недєля [☉ 6]      |
| Сербська                         | Понедељак Ponedeljak [☽ 1]    | Уторак Utorak        | Среда Sreda [☿ 1]     | Четвртак Četvrtak     | Петак Petak          | Субота Subota [♄ 1]     | Недеља Nedelja [☉ 6]       |
| Македонська                      | понеделник [☽ 1]              | вторник              | среда [☿ 1]           | четврток              | петок                | сабота [♄ 1]            | недела [☉ 6]               |
| Болгарська                       | Понеделник [☽ 1]              | вторник              | сряда [☿ 1]           | четв'рт'к             | пет'к                | с'бота [♄ 1]            | неделя [☉ 6]               |
| Литовська                        | Pirmadienis                   | Antradienis          | Trečiadienis          | Ketvirtadienis        | Penktadienis         | Šeštadienis             | Sekmadienis                |
| Латвійська                       | Pirmdiena                     | Otrdiena             | Trešdiena             | Ceturtdiena           | Piektdiena           | Sestdiena               | Svētdiena                  |
| Угорська                         | hétfő [☽ 3]                   | kedd [♂ 2]           | szerda [☿ 1] Slavic   | csütörtök Slavic      | péntek Slavic        | szombat [♄ 1]           | vasárnap [☉ 5]             |
| Естонська                        | esmaspäev                     | teisipäev            | kolmapäev             | neljapäev             | reede                | laupäev                 | pühapäev                   |
| Путунхуа (літературна китайська) | 星期一                        | 星期二               | 星期三                | 星期四                | 星期五               | 星期六                  | 星期日 або 星期天          |
| Китайський піньїнь               | xīngqī yī                     | xīngqī èr            | xīngqī sān            | xīngqī sì             | xīngqī wǔ            | xīngqī liù              | 'xīngqī rì або xīngqí tiān |
| Монгольська (числа)              | НЕГ ДЕХ өдөр                  | Хоер дахь өдөр       | Гура дахь өдөр        | дөрөв ДЕХ өдөр        | тав дахь өдөр        | хагасам Сайн өдөр [♀ 5] | бүтен Сайн өдөр [☉ 7]      |

### Нумерація з суботи
У суахілі день починається зі сходом сонця, а не з заходу, і, таким чином, відлік у них зсувається на 12:00 від арабської та єврейської календарів. Тому субота — перший день тижня, оскільки це день, який включає в себе першу ніч тижня у арабів.
| День (см. Виноски) | Субота Перший день | Неділя Другий день | Понеділок Третій день | Вівторок Четвертий день | Середа П'ятий день | Четвер Шостий день | П'ятниця Сьомий день |
| ------------------ | ------------------ | ------------------ | --------------------- | ----------------------- | ------------------ | ------------------ | -------------------- |
| Суахілі            | jumamosi           | jumapili           | jumatatu              | jumanne                 | jumatano           | alhamisi [♃ 2]     | ijumaa [♀ 4]         |

## Змішана нумерація та імена планет
У жеянском діалекті істроруминскої мови, пур (понеділок) і вірер (п'ятницю) мають латинське коріння, тоді як  уторек  (вівторок), среду (середу), і четрток (четвер) успадковані із слов'янських традицій.
| День:                              | Понеділок | Вівторок | Середа | Четвер  | П'ятниця | Субота        | Неділя         |
| ---------------------------------- | --------- | -------- | ------ | ------- | -------- | ------------- | -------------- |
| істроруминского, жеянський діалект | lur       | utorek   | sredu  | četrtok | virer    | simbota [♄ 1] | dumireca [☉ 1] |

Існує кілька систем в різних діалектах баскської мови.
| День:                                       | Понеділок                                      | Вівторок                     | Середа                       | Четвер                              | П'ятницю                               | Субота                                                                 | Неділя                                   |
| Стандартна баскська, гіпускоанська баскська | astelehena («перший день»)                     | asteartea («проміжний день») | asteazkena («останній день») | osteguna («день неба»)              | ostirala («день неба»)                 | larunbata («четвертий», «зустріч друзів»), neskenegun («дівочий день») | igandea                                  |
| Біскайська баскська                         | astelena («перший день»), ilen («день місяця») | martitzena («день Марса»)    | eguaztena («останній день»)  | eguena («день днів», «день світла») | barikua («день без вечері»), egubakotx | zapatua (порівняй з іспанським sábado від Sabbath)                     | domeka (від латинського dominica [dies]) |

### Понеділок
☽1  Після Немає справ 
☽2  Після базару 
☽3  Голова тижня 
☽4  Майстер (як і Бенкет, оскільки Мухаммед народився в понеділок)

### Вівторок
♂1  Тінг (збори) 
♂2  Другий день тижня (порівн. по-угорськи kettő  «два»)

### Середа
☿1  середина тижня 
☿2  Перший пост (християнство)

### Четвер
♃1  День між двома постами  (An Dé idir dhá aoin, contracted to An Déardaoin)  (християнство) 
♃2  П'ять  (араб.) 

### П'ятниця
♀1  пост  (кельтський)  або Пісний день  (ісландська)  (християнство) 
♀2  переддень свята (християнство) 
♀3  День віри (іслам) 
♀4  Збори (іслам) 
♀5  Половина вихідних

### Субота
♄1  Шаббат (іудео-християнство) 
♄2  Прання  або  лазневий день 
♄3  переддень неділі 
♄4  Після зборів (іслам) 
♄5  Кінець тижня (Араб. Sabt = кінець) (іслам) 
♄6  Тиждень

### Неділя
☉1 Від латинського dominicus «лорд» (християнська субота) 
☉2  Святий день (християнство) 
☉3  Воскресіння з мертвих (християнство) 
☉4  Базарний день 
☉5  Торговий день 
☉6  Немає справ 
☉7  Повні вихідні